# Sophia Beale
Sarah Sophia Beale (5 de noviembre de 1837-1920) fue una pintora y escritora británica.

## Biografía
Beale nació en el centro de Londres. Su padre era el cirujano Lionel John Beale y su madre Frances Smith. Su hermano Lionel Smith Beale era un cirujano y su hermana Ellen Brooker Beale también se desempeñó como artista. Tanto Sophia como Ellen Beale asistieron al Queen's College de Londres y tomaron lecciones en una escuela de arte privada dirigida por el artista Matthew Leigh. De 1860 a 1867 las dos hermanas manejaron un estudio en Covent Garden. En 1869 Sophia Beale viajó a París, vinculándose al estudio de Charles Joshua Chaplin y trabajando como supervisora en otro estudio.
Al regresar a Londres, Beale usó el dinero que había ganado para abrir una escuela de arte en Albany Street, cerca de Regents Park. En 1889 se encontraba entre los 2.000 firmantes de una declaración que apoyaba el sufragio femenino y también abogó porque la Real Academia de Artes y las universidades permitieran mayor acceso a las mujeres. Aunque durante su carrera el principal espacio de exposición abierto a Beale fue la galería de Sussex Street de la Sociedad de Artistas Británicos, donde mostró una treintena de obras, también tuvo algunas obras aceptadas por la Real Academia entre 1863 y 1887. Entre 1868 y 1882 expuso en la Royal Hibernian Academy y con la Sociedad de Mujeres Artistas de 1860 a 1881. En 1908 Beale publicó su autobiografía, Recollections of a Spinster Aunt.

## Obras notables
- The Louvre, 1883.
- The Amateur's Guide to Architecture, 1887.
- The Churches of Paris from Clovis to Charles X, 1893
- Recollections of a Spinster Aunt, 1908.